# 帝国政界往事
《帝国政界往事》是李亚平所著的一系列歷史小說。

## 《1127年大宋实录》
第一部，出版于2004年9月。该书的写作手法与《万历十五年》相近，作者不受传统史家的影响，以六个代表人物为线索，分为六章，讲述了靖康之变前后的风云变幻，广受读者好评。

## 《大明王朝纪事》
出版於2005年10月，2015年3月推出全新修訂典藏版。
《萬曆十五年》後，最受關注的一本歷史類的書。
朱元璋定社稷，用白骨堆砌理想，善惡再評說。
張居正治天下，在死棋局裡博弈，生死兩重天。
朱元璋所創建的的大明帝國，將中國的帝制文化傳統推到了極致，是中國兩千年帝王政治的集大成者。其對於中國政治傳統，文化傳統的影響既深且巨，以至於六百年後的今天依然清晰可見。
本書在刻畫朱元璋其人的容貌與作為上，相當傳神，這裡對其相貌的描述，顯然更接近未經藝術加工的那幅標準像，這兩幅畫所揭示出來的東西，具有重大的現實和深遠的歷史意義。
作者透過不同角度深入剖析大明歷史，把濃厚的現實情懷和歷史巧妙的結合起來，從浩瀚如海的歷史資料中篩選出大量不為歷史學家重視的情節，重新演繹社稷更迭的歷史故事，透過本書您可以更直接、更真切的重新審視歷史。

## 《前清秘史入主中原之路》
出版于2008年4月

## 《前清秘史-在历史的拐角处》
出版于2008年4月

## 评价
- 温铁军：除了掩卷之后的“不胜唏嘘”之外．此书还让我们懂得了一个浅显的道理：“子非史家，安能言史”的经典时代，必然随着今人对周围事物所作的越来越多的历史解读而成为过去。
- 吴思：读来很有《万历十五年》的味道，娓娓道来，隽永通达，形神俱似。李亚平让我们随着那些大名鼎鼎的古人共同活了一遭。
- 吴雨初：比小说还好读的历史，比影视还好看的画卷。